# Муртазин, Муса Лутович
Муса Лутович Муртазин (баш. Муса Лот улы Мортазин, 20 февраля 1891, Кучуково Кубеляк-Телевская волость, Верхнеуральский уезд, Оренбургская губерния (ныне д.Кучуково, Учалинский район, республики Башкортостан)  — 27 сентября 1937, Москва) — видный военный деятель, активный участник гражданской войны в России, деятель Башкирского национального движения, комбриг.

## Биография
Поступил на военную службу в 1912 году во Владивостоке.
С 1913 года служил на острове Русский.
С начала Первой мировой войны попал на фронт, где пробыл до 1917 года. Получил следующие звания: младший фейерверкер, бомбардир, младший ефрейтор.
В мае 1917 года принял участие во Всероссийском мусульманском съезде, а в декабре — в III Всебашкирском учредительном съезде.
С февраля 1918 года является членом Временного революционного совета Башкортостана.
С июня 1918 года занимался организацией 1-го кавалерийского полка Башкирского войска, а с сентября того же года служил командиром эскадрона. Получил чин корнета.
С января 1919 года является командиром 1-го кавалерийского полка Башкирского корпуса. В феврале 1919 года в составе корпуса перешел на сторону РККА. С 25 февраля того же года сражался в составе 20-й стрелковой дивизии 1-й армии.
Из-за репрессий, проводившихся РККА в отношении башкирского населения и солдат бывшего Башкирского корпуса, 16 апреля 1919 года вместе с полком перешёл на сторону белых. Полк был включен в состав Южной группы Западной армии.
В июне преобразовал полк в Башкирскую отдельную кавалерийскую бригаду (численность — 4 тыс. чел.).
С 8 августа 1919 года его бригада начинает действовать самостоятельно, не обращая внимания на приказы командования белогвардейцев. 18 августа 1919 года внезапным ударом бригада разбила 4-й Оренбургский армейский корпус. По содействию представителя Башревкома Т. Г. Имакова, 23 августа 1919 года бригада Муртазина переходит на сторону РККА, включена в состав 1-й армии.
С 7 октября 1919 года вместе с бригадой сражался в составе Илецкой группы войск Туркестанского фронта: участвовал в боях против Уральской армии, в том числе в Уральско-Гурьевской операции. В этих тяжелых боях против уральских казаков, бригада лишилась 60 % своего личного состава.

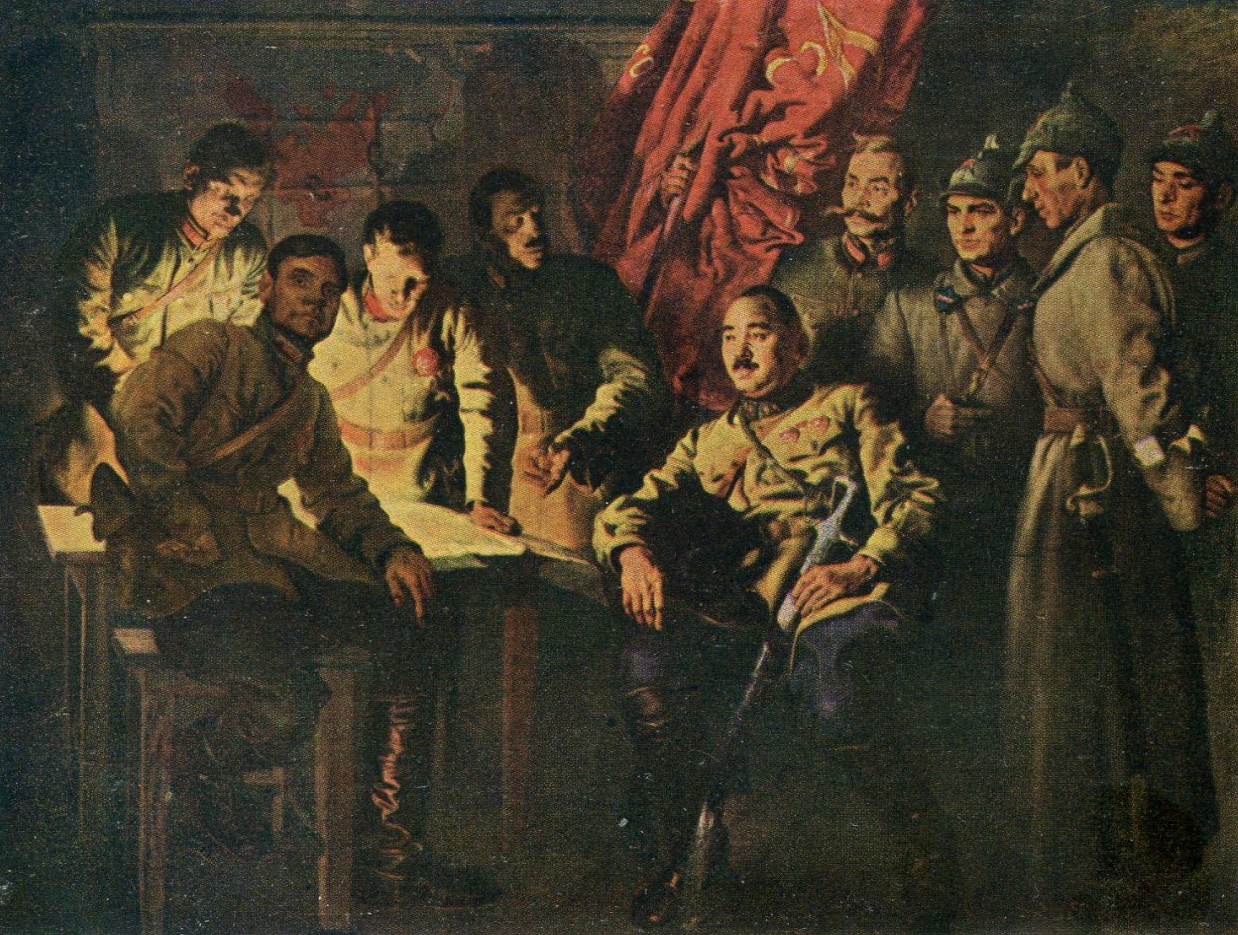
Муса Муртазин на картине «Командиры РККА» В.Н. Яковлева (1928)

29 апреля 1920 года бригада перебазируется на Юго-Западный (польский) фронт, где становится участником советско-польской войны. На польском фронте бригада объединяется с 1-м башкирским конным полком, прибывшим из Петрограда. Принимает участие в освобождении Киева 12 июня 1920 года.
13 июня 1920 года формируется конная группа 12-й армии и её командующим назначается М. Муртазин.
В августе возвращается в республику, оказывает помощь в разрешении вооружённого конфликта в юго-восточных кантонах. С декабря 1920 года назначен наркомом по военным и морским делам Башкирской республики.
В 1921 году участвует в подавлении Западно-Сибирского (Ишимско-Петропавловского) крестьянского восстания.
В июне 1921 года избирается председателем ЦИК Башкирской АССР и членом обкома партии.
В 1924 году окончил Московскую высшую военно-педагогическую школу, а в 1927 году — Военную академию имени М. В. Фрунзе и находился в резерве Главного управления РККА.
В январе 1928 года назначен командиром 3-й бригады 11-й кавалерийской дивизии РККА, а в марте того же года — командиром 8-й кавалерийской дивизии.
С 1929 года работал инструктором в Главном управлении РККА, с 1931 года — заместителем начальника Управления по конскому составу РККА. Затем военная служба на командно-штабных должностях.
В 1935 году ему присвоено звание комбрига.

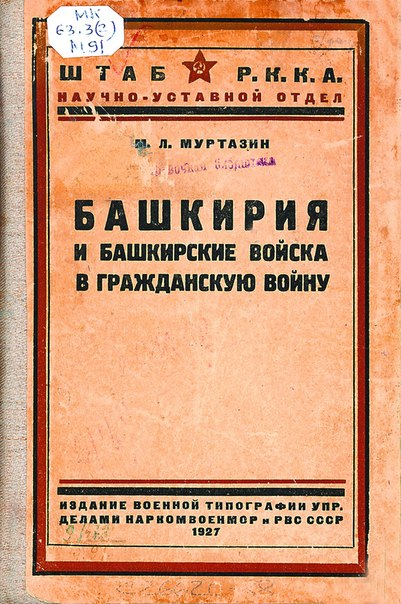
Обложка книги «Башкирия и Башкирские войска в гражданскую войну»

Репрессирован как башкирский буржуазный националист. На момент ареста 13 июля 1937 года являлся начальником 2-го отделения отдела Наркомата обороны «по ремонтированию конского состава РККА». Арестован 31 мая 1937, 27 сентября того же года расстрелян. 14 июля 1956 года посмертно реабилитирован.
Был делегатом 8-го и 9-го Всероссийских съездов Советов РСФСР, 10-го и 11-го Всероссийского съезда Советов рабочих, крестьянских, красноармейских и казачьих депутатов, 1-го и 2-го съездов Советов СССР. Автор книги «Башкирия и башкирские войска в годы гражданской войны».

## Награды
Награждён 3 орденами Боевого Красного Знамени (3.11.1920, знак ордена № 5091; 31.12.1921, знак ордена № 98), почётным революционным оружием (1920; 1929).

## Опубликованные научные труды
- Башкирия и башкирские войска в гражданскую войну. Л., 1927.
- В Красной Башкирии. М.-Л., 1929.
- Сочинения и выступления / Сост.: Р. Н. Сулейманова, Ш. Н. Исянгулов. — Уфа, 2009. — 68 с. — ISBN 978-5-91608-021-6.

## Память
- В Кучуково — родном ауле Мусы Муртазина — действует музей, в котором хранятся его личные вещи, ордена и кавалерийская сабля.[6]
- Именем Мусы Муртазина названы улицы в городах Стерлитамак, Баймак, Учалы и Сибай, в сёлах Старый Сибай, Темясово и Учалы.
- В Учалинском районе учреждена премия имени Мусы Муртазина.